# حشرات الارض
حشرات الارض روزنامه‌ای مصور و فکاهی در دورهٔ مشروطهٔ ایران بود که حاجی میرزا آقا بلوری آن را به سبک روزنامهٔ ملانصرالدین قفقاز در تبریز به انتشار می‌رساند و جایگزین روزنامهٔ آذربایجان شده‌بود. حشرات الارض بار اول فقط پس از یک شماره، در ۱۴ صفر ۱۳۲۶ ه‍.ق توقیف شد. میرزا پس از به‌توپ‌بسته‌شدن مجلس، انتشار روزنامهٔ نالهٔ ملت را با حمایت «انجمن ایالتیِ تبریز» آغاز کرد.